# Chiesa di San Giuseppe (Tricesimo)
La chiesa di San Giuseppe è una chiesa di Laipacco, frazione di Tricesimo, in provincia e arcidiocesi di Udine; fa parte della forania della Pedemontana ed è sussidiaria della chiesa parrocchiale di Tricesimo.

## Storia
Della chiesa non si conosce l'origine, ma è noto che la sua esistenza è antecedente al XVI secolo; di epoca successiva sono la sacrestia e la torre campanaria.

## Descrizione

### Esterno
Le due porte d'ingresso, una ad ovest ed una a sud sono protette da un protiro.

### Interno
Al suo interno è conservato un ciclo di affreschi di Gian Paolo Thanner, datati 1524 e firmati con la sigla J.P.T.P. (Jacum Paulus Thanner pinxit). La navata è stata dipinta tutta con colori tenui, che però hanno resistito al tempo. Nella destra, sotto l'arco trionfale, si trova un probabile autoritratto del pittore.
Gli affreschi hanno subito un completo restauro nel 1979, dopo il terremoto del Friuli del 1976.